# 김세현 (바둑 기사)
김세현(金世炫, 1998년 4월 12일 ~ )은 대한민국의 바둑 기사이다.

## 약력
1998년 경기도 안산에서 태어났다. 충암바둑도장에서 류동완 사범의 지도를 받았다. 제5회 메지온배 오픈신인왕전과 2019년 제23회 LG배 조선일보 기왕전 통합예선에 출전했다. 2020년 제145회 일반 입단대회를 통해 주치홍과 최진원, 곽원근, 양민석과 함께 입단했다. 실리형의 바둑을 둔다. 2021년 2단을 거쳐 2022년 3단으로 승단했다.